# Igara
Igara was een onafhankelijk koninkrijk in Afrika, dat was gelegen in het zuidwesten van het huidige Oeganda. Het ontstond in 1752 als een van de opvolgerstaten van het koninkrijk Mpororo. De onafhankelijkheid kwam ten einde door de Britse kolonisatie van het gebied. De Britten voegden Igara in 1901 bij het koninkrijk Ankole, een onderdeel van het Protectoraat Oeganda.

## Lijst van omukama van Igara
De eerste koning (omukama) van Igara was Kateizi, een zoon van Kahaya Rutindangyezi, de laatste koning van Mpororo.
- Kateizi
- Mafundo
- Kinwa
- Rwihura
- Kajuga
- Katana
- Rutondo (1e keer)
- Namarenga
- Rutondo (2e keer)
- Musinga (tot 1901)